# اقتدار عقلانی - قانونی
اقتدار عقلانی - قانونی (به انگلیسی: Rational-legal authority) (که با نام‌های «اقتدار عقلانی»، «اقتدار قانونی»، «سلطه عقلانی»، «سلطه قانونی» یا «اقتدار بوروکراتیک» نیز شناخته می‌شود) شکلی از رهبری است که در آن اقتدار یک سازمان یا حاکم رژیم تا حد زیادی به حقوق عقلانیت، مشروعیت قانونی و بوروکراسی گره خورده‌است. به گفته کسانی که از این شکل طبقه‌بندی استفاده می‌کنند، اکثر دولت‌های مدرن سده بیستم و بیست و یکم، مقامات عقلانی - قانونی هستند.
پژوهشگرانی مانند ماکس وبر (۲۱ آوریل ۱۸۶۴–۱۴ ژوئن ۱۹۲۰) جامعه‌شناس آلمانی و چارلز پرو بوروکراسی عقلانی - قانوی را کارآمدترین شکل مدیریت توصیف کرده‌اند.

## اقتدار عقلانی- قانونی
در جامعه‌شناسی، مفهوم اقتدار عقلانی - قانونی از اقتدار سه‌گانه ماکس وبر (یکی از چندین طبقه‌بندی حکومت از سوی جامعه‌شناسان) سرچشمه می‌گیرد و دو صورت دیگر، اقتدار کاریزماتیک و اقتدار سنتی هستند. همه سه نوع سلطه، نمونه‌ای از مفهوم سنخ آرمانی او را نشان می‌دهند. وبر خاطر نشان کرد در تاریخ آن سنخ آرمانی، همیشه با سلطه ترکیب یافته‌است.
مشروعیت قدرت در اقتدار سنتی، از سنت؛ در اقتدار کاریزماتیک از شخصیت و ویژگی‌های رهبری فرد و در اقتدار عقلانی - قانونی، از نظام بوروکراسی و قانونی است.

## عقلانیت قانونی و اقتدار مشروع
تحت اقتدار عقلانی - قانونی، مشروعیت ناشی از یک نظم عقلی و قانونی است که در آن وضع شده‌است. (همچنین به قانون طبیعی و اثبات‌گرایی حقوقی مراجعه کنید) وبر نظم قانونی را نظامی تعریف می‌کند که در آن قوانین وضع می‌شوند و از آنها اطاعت می‌شود زیرا با قوانین دیگر در مورد چگونگی وضع و رعایت آنها مطابقت دارند. علاوه بر این، آنها توسط دولتی اجرا می‌شوند که اجرای آنها و استفاده قانونی از نیروی فیزیکی را در انحصار خود در اختیار دارد. اگر جامعه در مجموع اعمال قدرت را به نحو معینی تأیید کند، آن قدرت «اقتدار مشروع» تلقی می‌شود.

## نظریه ماکس وبر: نوع اقتدار
ماکس وبر اقتدار مشروع را به سه نوع مختلف تقسیم کرد: اقتدار سنتی، اقتدار عقلانی- قانونی و اقتدار کاریزماتیک. هر یک از این جوامع پیچیده ویژگی‌های منحصربفرد خود را دارند که از تعریف‌های ساده به وجود آمده‌اند.

### ۱. اقتدار سنتی: زمینه‌های سنتی
- آن نوع قدرتی است که مدت طولانی‌تری وجود داشته‌است و به‌طور سنتی ریشه در باورها و اعمال جامعه دارد. این اقتدار به دو دلیل اصلی مورد پسند بسیاری از افراد است: میراث نسل‌های گذشته و مذهبی بودن جوامع.
- اقتدار سنتی مبتنی بر سنت یا عرفی است که رهبران سنتی از آن پیروی می‌کنند. در اقتدار سنتی، جایگاه یک مفهوم کلیدی است. هیچ الزامی برای خدمت به عنوان یک رهبر سنتی وجود ندارد اما حقوقی وجود ندارد. پیامدهای اقتدار سنتی، دلسردی از آموزش و محاسبه عقلانی است.
- اقتدار سنتی متشکل از یک نمایه غالب است، کسی که سنت و حکومت را تجسم می‌بخشد. این نوع رهبری نمونه ای از قدرت ایجاد نظم است.

### ۲. اقتدار عقلانی - قانونی: دلایل عقلی
- برگرفته از قانون، قواعد و مقررات اصلی جامعه است. این نوع اقتدار این اطمینان را دارد که حق رهبران را برای تصمیم‌گیری و تعیین خط مشی رها کند. اقتدار عقلانی - قانونی اساس دموکراسی‌های مدرن است. نمونه‌هایی از این نوع اقتدار: مقاماتی که توسط رأی دهندگان انتخاب می‌شوند، قوانینی که در قانون اساسی آمده‌اند یا سیاست‌هایی که در یک سند رسمی نوشته شده‌اند.
- اقتدار عقلانی - قانونی بر ساختار بروکراسی بنا شده‌است. در یک مرجع عقلانی - قانونی، فرد از طریق ارتقاء در مسیر شغلی خود پیشرفت می‌کند و در نهایت بازنشسته می‌شود. برخی از مزایای اقتدار عقلانی - قانونی حمل و نقل، صنایع بزرگ، ارتباطات جمعی و اقتصاد درآمدی است. از دیگر نتایج اقتدار عقلانی - قانونی، تمایل به فرصت‌های برابر و ارتقای آموزش است.
- اقتدار عقلانی - قانونی مستلزم رویکرد منطقی و نظام مند به رهبری است. رهبری منطقی وبر در تصمیم‌گیری غالب است.
- در نهایت اقتدار عقلانی - قانونی قدرت خود را از نظام بوروکراسی و قانونمندی می‌گیرد.

### ۳. اقتدار کاریزماتیک: زمینه‌های کاریزماتیک
- ناشی از افراد و ویژگی‌های شخصی آنهاست که باید ارائه دهند. برخی از افراد با ویژگی‌های منحصر به فرد خود بر دیگران تأثیرگذار هستند که به آنها کمک می‌کند پیروانی به دست آورند. افراد کاریزماتیک بر کل جامعه یا حتی گروه خاصی از جامعه بزرگتر قدرت و اقتدار دارند. اعمال قدرت این افراد یا به نفع است یا بد. نمونه‌هایی از این رهبران کاریزماتیک می‌تواند از موارد زیر باشد: ژان دارک تا آدولف هیتلر یا مارتین لوتر کینگ جونیور تا عیسی مسیح.
- اقتدار کاریزماتیک ساختار مشخصی ندارد. این بر تأثیر فردی فرد است. یکی با توجه به ویژگی‌های کاریزماتیک خود به عنوان کارمند انتخاب می‌شود. کسی که تحت یک اقتدار کاریزماتیک است با هدیه زندگی می‌کند نه حقوق. تا زمانی که کسی نفوذ داشته باشد، یک قدرت مشروع خواهد بود.
- در اقتدار کاریزماتیک، اعتماد به نفس نیروی محرکه رهبری است. رهبری با اقتدار کاریزماتیک این توانایی را دارد که گروه‌های متمایز را به هم متصل کند و آنها را به خط پایان برساند.

## ظهور دولت مدرن
وبر می‌نویسد دولت مدرن مبتنی بر اقتدار عقلانی - قانونی از مبارزه سلطه موروثی و فئودالی برای قدرت (به اقتدار سنتی نگاه کنید) به‌طور منحصر به فرد در تمدن غرب پدید آمد. پیش نیازهای دولت مدرن غربی عبارتند از:
- انحصار ابزارهای اداره و کنترل توسط قدرت مرکزی بر اساس یک نظام متمرکز و پایدار مالیات و استفاده از نیروی فیزیکی
- انحصار قانونگذاری
- سازمان یک مقام رسمی وابسته به مقام مرکزی

وبر استدلال می‌کرد برخی از این صفات در زمان‌ها یا مکان‌های مختلف وجود داشته‌اند ولی با هم فقط در تمدن غرب وجود داشته‌اند. شرایطی که این امر را مساعد کرد:
- ظهور عقلانیت عقلانی - قانونی (گروه‌های وضعیت مختلف در غرب این ظهور را ترویج کرد)
- ظهور رسمیت مدرن (بوروکراسی) که مستلزم آن بود
  - توسعه اقتصاد پولی که در آن به مسئولان بجای جبران خسارت پرداختی (معمولاً کمک‌های زمینی) پرداخت می‌شود.
  - گسترش کمی و کیفی وظایف اداری
  - تمرکز و افزایش کارایی اداره.

باور وبر مبنی بر اینکه اقتدار عقلانی - قانونی در امپراتوری چین وجود نداشت بشدت مورد انتقاد قرار گرفت و در اوایل سده بیست و یکم طرفداران زیادی نداشت.

## دولت مدرن
به گفته ماکس وبر، دولت مدرن در جایی وجود دارد که یک جامعه سیاسی دارای موارد زیر باشد:
- نظم اداری و قانونی که ایجاد شده و با قانون‌گذاری که نقش آن را هم مشخص می‌کند قابل تغییر است.
- اختیارات الزام‌آور بر شهروندان و اعمال در حوزه قضایی آن
- حق استفاده مشروع از نیروی فیزیکی در حوزه قضایی خود

یکی از ویژگی‌های مهم تعریف وبر از دولت مدرن این بود که دارای بوروکراسی است.
اکثریت قریب به اتفاق دولت‌های مدرن از سده بیستم به بعد در دسته اقتدار عقلانی - قانونی قرار می‌گیرند.

## رهبران عقلانی - قانونی
اکثریت مقام‌های بوروکراتیک و رهبران سیاسی مدرن این نوع اقتدار را نمایندگی می‌کنند.
مقامات:
- شخصاً آزاد هستند.
- به مقام بالاتر خدمت می‌کنند.
- بر اساس رفتار و صلاحیت فنی خود منصوب می‌شوند.
- مسئولیت اجرای بی طرفانه وظایف محوله را بر عهده دارند.
- کار آنها یک شغل تمام وقت است.
- کارشان روشمند و منطقی است.
- کار آنها با حقوق و چشم‌انداز پیشرفت شغلی پاداش می‌گیرد.

سیاستمداران:
- تنها مسئول کنش مستقل هستند.
- باید تشخیص دهند کنش‌های عمومی رد شود که با خط مشی اساسی آنها در تضاد است.
- برای پیروزی در انتخابات تحت شرایط حق رأی جهانی باید جذبه کاریزماتیک داشته باشد.

وبر ده ضرورت را ارائه کرد که به این موارد اشاره کرد: چگونه مقامات فردی منصوب می‌شوند و چگونه کار می‌کنند. کارکنان اداری برای اختیارات قانونی به سبک اداری بوروکراتیک تحت بالاترین مقام هستند.
1. آنها شخصاً آزادند و فقط در رابطه با تعهدات رسمی غیرشخصی خود تحت اقتدار هستند.
2. آنها در یک سلسله مراتب مشخص از دفاتر سازماندهی شده‌اند.
3. هر اداره دارای یک حوزه صلاحیت مشخص به معنای قانونی است.
4. دفتر با یک رابطه قراردادی رایگان یا انتخاب آزاد پر می‌شود.
5. داوطلبان بر اساس صلاحیت فنی انتخاب می‌شوند.
6. بیشتر آنها با حقوق ثابت پولی و با حق بازنشستگی حقوق می‌گیرند.
7. دفتر به عنوان تنها یا حداقل شغل اصلی متصدی تلقی می‌شود.
8. این یک حرفه است. ترفیعات به قضاوت مافوق بستگی دارد.
9. کارهای رسمی کاملاً جدا از مالکیت وسایل اداری و بدون تصاحب موقعیت خود.
10. او در انجام امور اداری مشمول نظم و انضباط و کنترل شدید و سیستماتیک است.

## مطالعه بیشتر
- جرالد کی. هریسون (2015). "اخلاق، اقتدار عقلانی گریزناپذیر، و خواسته‌های خدا". مجله اخلاق دینی. ۴۳ (۳): ۴۵۴–۴۷۴. doi:10.1111/jore.12105. دلایل مقوله ای، نظریه فرمان الهی، اقتدار عقلانی گریزناپذیر، فرااخلاق، پیوندهای منطقی منصب
- پرو, چارلز (1986). سازمان‌های پیچیده: یک مقاله انتقادی. نیویورک: رندوم هاوس. ISBN 978-0-07-554799-0. OCLC 12312230.